# 哈利勒苏丹
哈利勒(1384-1411)，帖木兒之孫，是帖木兒第三位兒子米蘭沙之子，曾在1405年-1409年統治中亞河中地區。

## 生平
他是帖木兒在世的時侯最喜歡的孫兒，在1398年遠征印度德里蘇丹國時讓他隨行，在1402年被任命管理費爾干納谷地。
祖父帖木兒在1405年駕崩後，因為爸爸體殘，他認為自己才是帝國真正後繼者，而帖木兒指定的皮儿·马黑麻則很快就被唾棄。哈利勒控制了撒馬爾罕並取得傀儡西察合台汗的承認，哈利勒還獲得了一個盟友，蘇丹侯賽因，他作為帖木兒的孫子也曾提出王位繼承。然而哈利勒在撒馬爾罕的地位開始削弱，因為他任命出身低的人擔任高職位引起貴族不滿，飢荒使他更受鄙視。他決定與他的前導師忽歹達回費爾干納盆地，試圖爭取東察合台汗國的支持。
哈利勒在撒馬爾罕的統治在1409年5月13日被叔叔沙哈魯終結，他決定投降，被派往剌夷出任總督，1411年11月4日死在那里，他的妻子不久後亦自殺。而本來的河中地區則歸兀魯伯管理，他於沙哈魯死後繼承帝國。

## 子孫
生有四子：
1.布尔格
2.穆罕默德·拔都
3.穆罕默德·巴吉尔
4.阿里